# Episodi di Blood Ties (seconda stagione)
La seconda stagione della serie televisiva Blood Ties è stata trasmessa in prima visione negli Stati Uniti dal 12 ottobre 2007 all'8 gennaio 2008 su Lifetime.
In Italia la stagione è stata trasmessa dal 4 gennaio al 7 marzo 2008 su AXN.
| nº | Titolo originale               | Titolo italiano                | Prima TV USA     | Prima TV Italia  |
| -- | ------------------------------ | ------------------------------ | ---------------- | ---------------- |
| 1  | D.O.A.                         | Un conto da saldare            | 12 ottobre 2007  | 4 gennaio 2008   |
| 2  | Wild Blood                     | I mutanti                      | 19 ottobre 2007  | 11 gennaio 2008  |
| 3  | 5:55                           | Ore 5:55                       | 26 ottobre 2007  | 18 gennaio 2008  |
| 4  | Bugged                         | Insetti                        | 2 novembre 2007  | 25 gennaio 2008  |
| 5  | The Devil You Know             | Il male che conosci            | 9 novembre 2007  | 1º febbraio 2008 |
| 6  | Drawn and Quartered            | L'impiccato                    | 16 novembre 2007 | 8 febbraio 2008  |
| 7  | Wrapped                        | Lo stregone immortale          | 23 novembre 2007 | 15 febbraio 2008 |
| 8  | The Good, the Bad and the Ugly | Sdoppiamento della personalità | 30 novembre 2007 | 22 febbraio 2008 |
| 9  | We'll Meet Again               | La prova del tempo             | 1º gennaio 2008  | 29 febbraio 2008 |
| 10 | Deep Dark                      | Buio profondo                  | 8 gennaio 2008   | 7 marzo 2008     |